# Propliopithecus
Propliopithecus is een geslacht van uitgestorven primaten dat voorkwam in het Midden-Oligoceen.

## Beschrijving
Deze omnivore dieren bewogen zich op vier voeten voort over boomtakken, zowel lopend als rennend. De naar voren gerichte ogen, die in goed ontwikkelde oogkassen lagen, bezorgden de apen een stereoscopisch zicht.

## Leefwijze
Soorten uit dit geslacht leefden in moerasbossen in deltagebieden gevormd door een voorloper van de Nijl. Daar voedden ze zich met vruchten, maar ook insecten en kleine gewervelden stonden op het menu.

## Vondsten
Van deze dieren werden resten gevonden in Egypte, in de Fajoemstreek ten oosten van Caïro.